# 中華人民共和国残疾人保障法
中華人民共和国残疾人保障法（ちゅうかじんみんきょうわこく ざんしつじん ほしょうほう）とは中華人民共和国において1990年12月28日主席令第36号として公布され、翌1991年5月15日より施行された「残疾人」（障害者）に関する法律である。2008年7月1日に改正法が施行された（第68条）。中国語原文表記は、「中华人民共和国残疾人保障法」である。

## 概説
本「中華人民共和国残疾人保障法」は全9章計68条からなる。第1章「総則」（第1条から第14条）、第2章「康復（康复）」（第15条から第20条）、第3章「教育」（第21条から第29条）、第4章「労働就業（劳动就业）」（第30条から第40条）、第5章「文化生活」（第41条から第45条）、第6章「社会保障」（第46条から第51条）、第7章「無障害環境（无障碍环境）」（第52条から第58条）、第8章「法律責任（法律责任）」（第59条から第67条）、第9章「附則」（第68条）である。

## 憲法の保障と本法
中華人民共和国憲法においても、社会経済的権利（市民が国家より経済的・物質的利益、給付を受ける権利）が保障されている。例えば、労働の権利と義務（憲法第42条）、休息の権利（同第43条）、労働者・国家機関工作人員の老齢年金の保障（同第44条）等がある。とりわけ憲法45条は、老齢・疾病・労働能力喪失者の場合に物質的援助を得る権利（同条第1項）や傷痍軍人・殉職者の遺族への補助（同条第2項）と並んで、身体障害者への援助をうたっている（同条第3項）。これらの憲法上の規定を現実化するため、1980年代に入り弱者の権利保護について続々と法律制定が進められた。例えば、「中華人民共和国未成年者保護法」（1991年9月4日採択、1992年1月1日施行）や「中華人民共和国女性権利利益保障法」（1992年4月3日採択、2005年8月28日改正）などがあり、本法もその一つである。